# ロット県
ロット県（ロットけん、仏: Lot、フランス語発音: [lɔt]、オック語: Òlt）は、フランス南西部のオクシタニー地域圏に属する県。ロット川にちなんで名づけられた。

## 歴史
フランス革命期の1790年3月4日に設置された83県のひとつである。それ以前はケルシー州の一部、ギュイエンヌの一部であった。1808年、県の南東部がタルヌ＝エ＝ガロンヌ県として分離した。それまではモントーバンを含むずっと南まで、ロット県の領域であった。

## 地理
オクシタニー地域圏に所属し、コレーズ県、カンタル県、アヴェロン県、タルヌ＝エ＝ガロンヌ県、ロット＝エ＝ガロンヌ県、ドルドーニュ県と隣接している。
自然区分上の地方は色彩豊かで対照的な7つの地方に分けられる。川は東から西へ流れており、県の北部をドルドーニュ川、南部をロット川が流れる。
- セガラ - 北東部。中央高地の西端にあたる。珪質の土と湿地が交互に現れ、その上に森林と、ウシの飼育に適した草原が現れる。
- リマルグ - 中東部。セガラ地方に寄りかかるように広がる。泥が多い湿った土壌に森林地帯が広がる。
- コース - 中央部。広大な石灰岩質のカルストで、侵食されている。乾燥した土壌で、県の2/3を占める。
- ラ・ブリアーヌ - 西部。砂質。混合農業が行われており、マツやクリが植えられた森林地帯である。
- ケルシー・ブラン - 南部。白い石灰岩質の非常に肥沃な台地を持ち、交互に現れる谷では穀物、油用作物、メロン、プラム、タバコの葉が栽培される。
- ヴァレ・デュ・ロット - 南部。カオールから下流の地で、野菜畑やブドウ畑が広がっている。
- ヴァレ・ド・ラ・ドルドーニュ - 北部。クリ林や草地が広がる。

## 行政区画
ロット県は3つの郡に分けられる。

## 人口統計
| 1968年  | 1975年  | 1982年  | 1990年  | 1999年  | 2006年  | 2012年  |
| ------- | ------- | ------- | ------- | ------- | ------- | ------- |
| 151 198 | 150 778 | 154 533 | 155 816 | 160 197 | 169 531 | 164 346 |

### 主なコミューン
人口2000人以上のコミューンは以下のものである。
| コミューン          | 人口 2007 | 変遷 2007/1999 | コミューン         | 人口 2007 | 変遷 2007/1999 |
| ------------------- | --------- | -------------- | ------------------ | --------- | -------------- |
| カオール            | 20,093    | == 0,4 %       | グラマ             | 3,530     | == -0,5 %      |
| フィジャック        | 9,994     | 4,2 %          | プラディーヌ       | 3,224     | 3,2 %          |
| グルドン (ロット県) | 4,810     | == -1,5 %      | プレサック         | 2,428     | 5,6 %          |
| スイヤック          | 3,910     | 6,5 %          | ピュイ＝レヴェック | 2,197     | == 1,8 %       |
| サン＝セレ          | 3,560     |                |                    |           |                |
| 出典 : Insee        |           |                |                    |           |                |

## ギャラリー

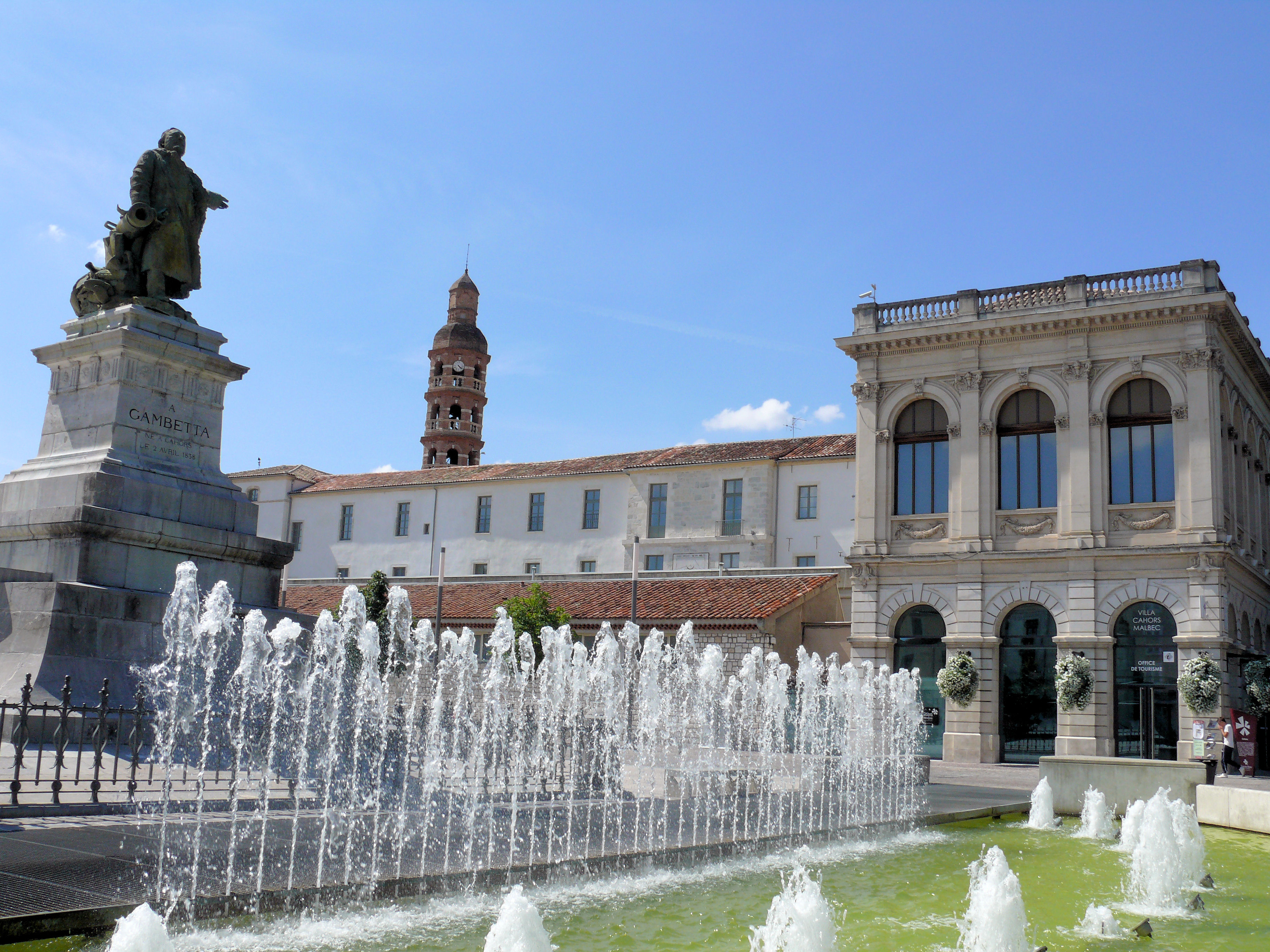
カオール
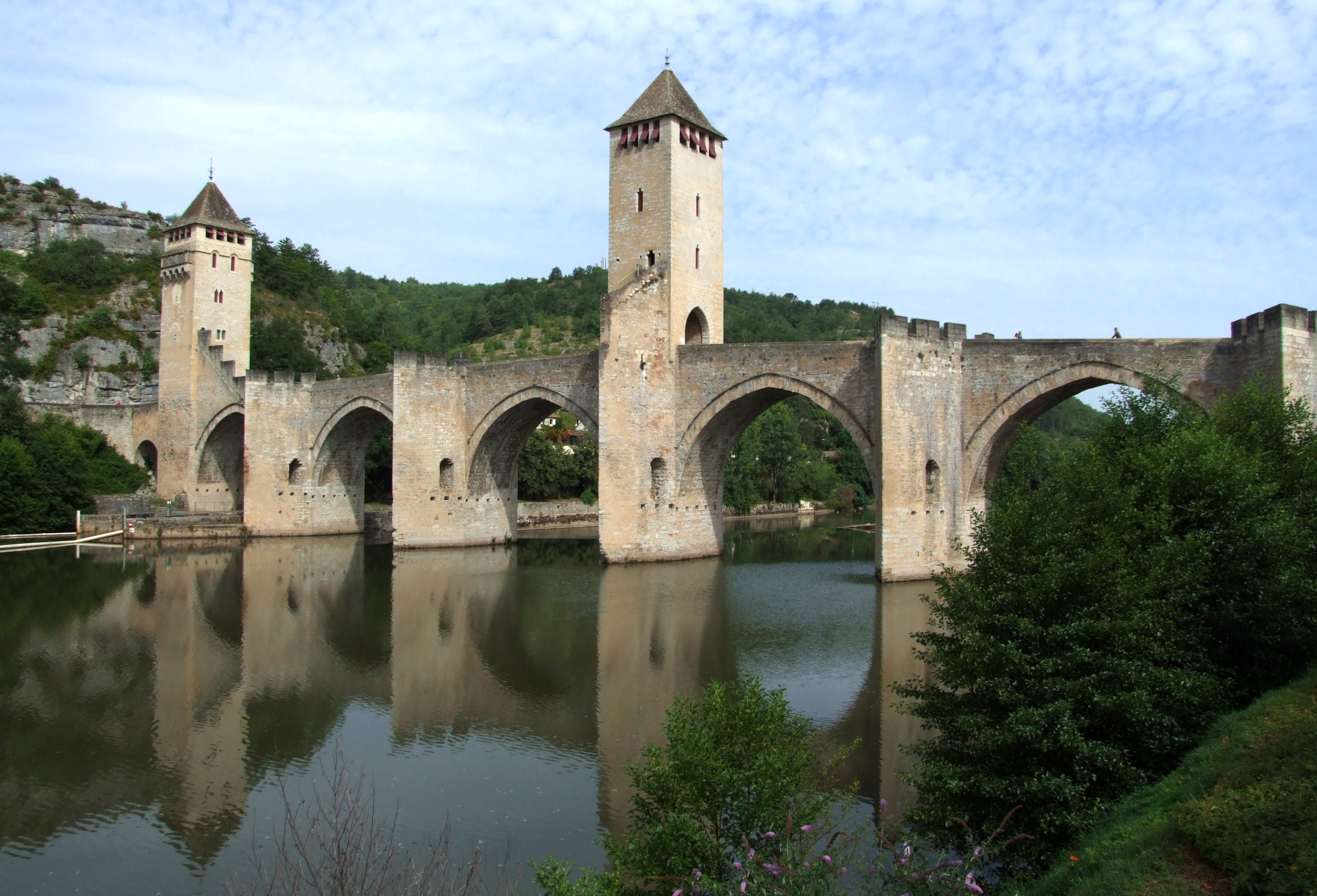
ヴァラントレ橋
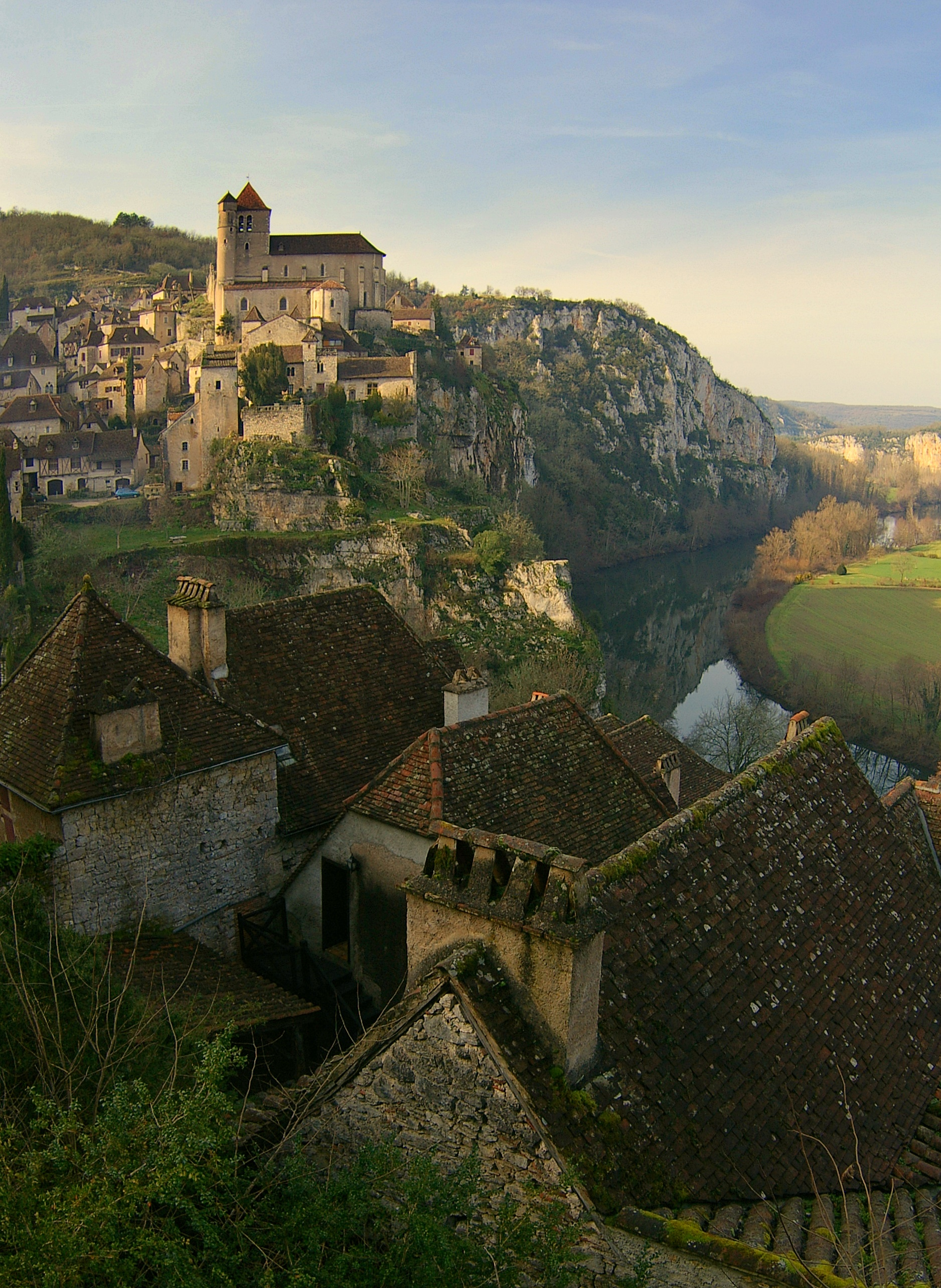
サン＝シール＝ラポピー
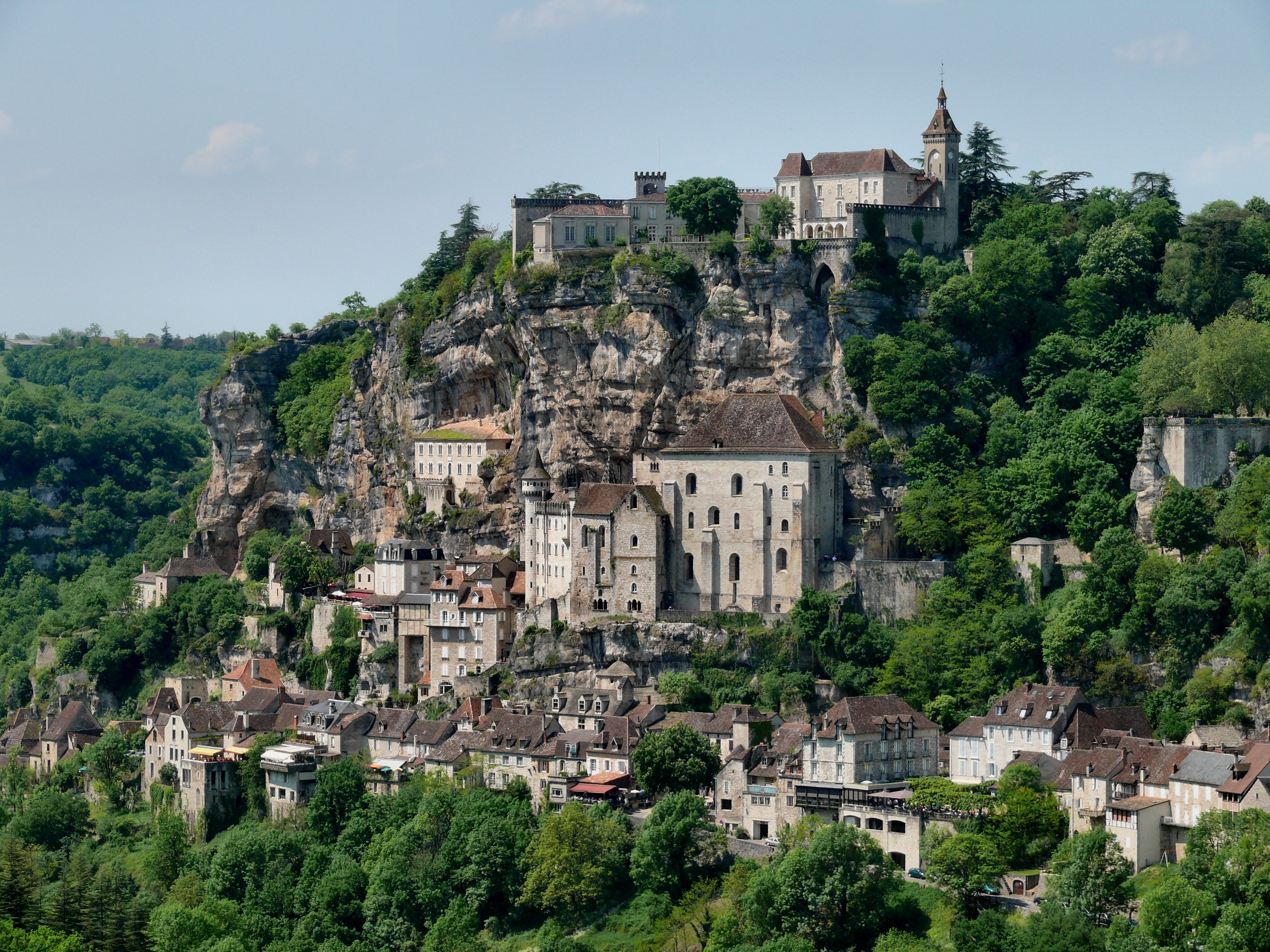
ロカマドゥール
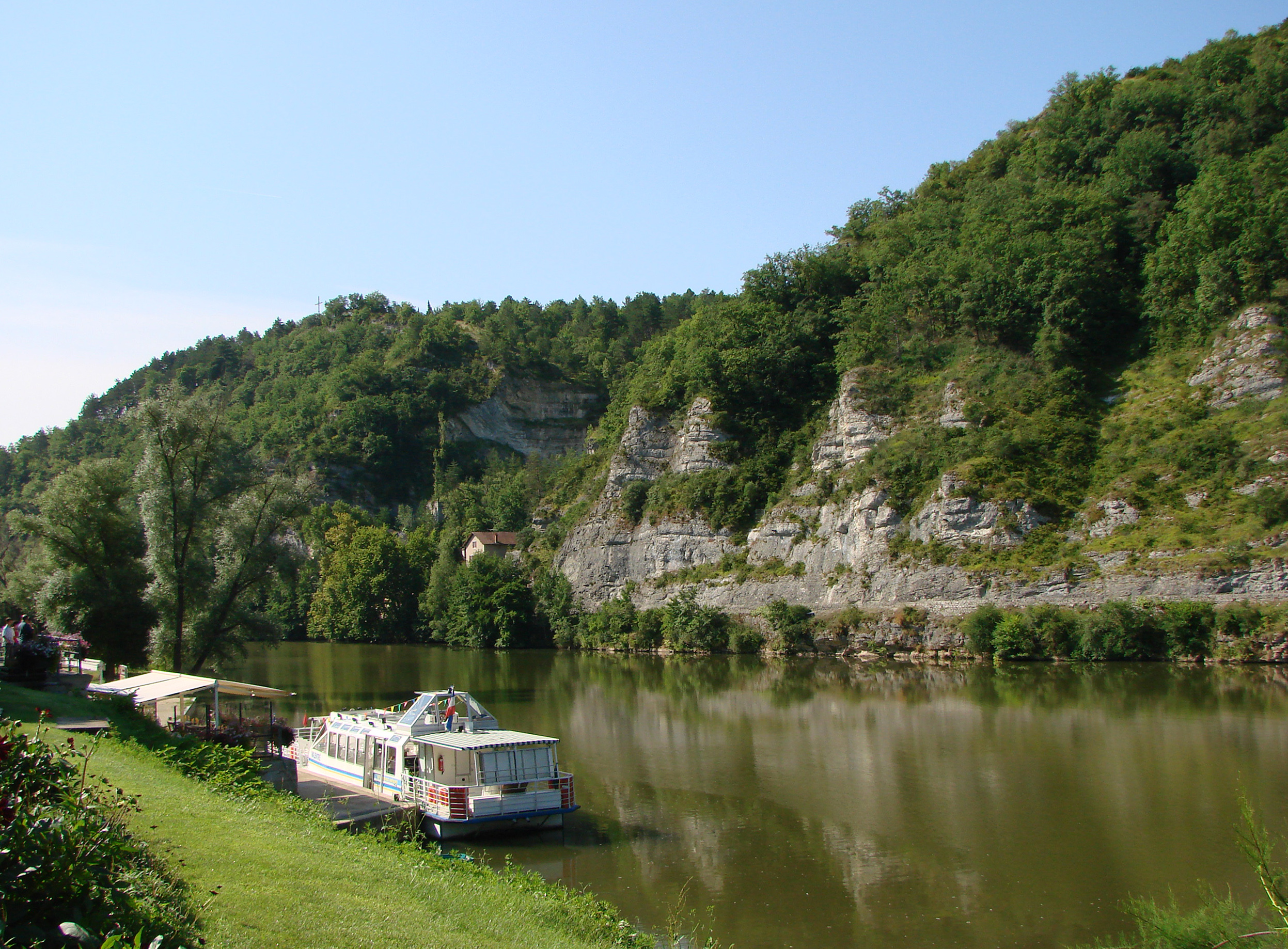
ロット川

## 出身者
- ジョアシャン・ミュラ（軍人、元帥） - カオール近郊生まれ
- レオン・ガンベタ（政治家、首相） - カオール生まれ
- シャルル・ボワイエ（俳優） - フィジャック生まれ
- フランソワーズ・サガン（小説家） - フィジャック近郊生まれ